# Panggasinan
I panggasinan costituiscono il nono gruppo etnico più grande delle Filippine.
Sono la popolazione originaria dell'attuale provincia filippina di Pangasinan, ubicata nella zona centro-occidentale dell'isola di Luzon sulle coste del Golfo di Lingayen.
Secondo il National Statical Office, nel 2000 i panggasinan erano 2.434.086, per lo più concentrati nella provincia di origine. Di questi, solo 1.500.000 circa parla il panggasinan, la lingua più diffusa nell'omonima provincia.